# Rudy Pankow
Rudy Pankow (Ketchikan, 12 agosto 1998) è un attore statunitense noto per il ruolo di JJ Maybank nella serie Netflix Outer Banks.

## Biografia
Rudy è nato e cresciuto in una piccola città dell'Alaska, dove ha frequentato una scuola privata. Dopo il liceo, ha frequentato la Los Angeles University, per poi laurearsi. In seguito, ha scelto di diventare attore e si è unito al gruppo di un istituto di recitazione per lo studio dell'esperienza di scena. Successivamente, si è iscritto ai Michael Woolson Studios per migliorare le sue capacità di recitazione. Dopo aver completato il corso di recitazione, ha iniziato a recitare in teatro per acquisire più esperienza.

## Carriera
Rudy Pankow è famoso per il ruolo di JJ in Outer Banks. Altri spettacoli in cui si è esibito sono The Politician, Deviant, Space Waves e altri.
Durante il suo periodo teatrale, ha recitato in Lo schiaccianoci, Mary Poppins e Oliver Twist.

## Filmografia

### Cinema
- Nobody Knows, regia di Nolan Wilson Goff - cortometraggio (2017)
- 11:47, regia di Kristofer Medina - cortometraggio (2017)
- Not Me, regia di Ian Lyndon - cortometraggio (2018)
- Last Summer, regia di Cynthia E. Garcia - cortometraggio (2018)
- Deviant, regia di Benjamin Howard - cortometraggio (2018)
- Lift Off, regia di Alyssa Toledo - cortometraggio (2021)
- Uncharted, regia di Ruben Fleischer (2022)
- Space Waves, regia di Spencer Whiteout (2022)
- Accidental Texan, regia di Mark Lambert Bristol (2023)
- The Crusades, regia di Leo Milano (2023)
- 5lbs of Pressure, regia di Phil Allocco (2024)

### Televisione
- Sunny Family Cult – serie TV, episodio 1x04 (2017)
- The Politician – serie TV, episodio 1x05 (2019)
- Solve – serie TV, episodi 10x04-9x78 (2019)
- Acting for a Cause – serie TV, episodio 2x03 (2020)
- Outer Banks – serie TV, 40 episodi (2020-2024)

## Doppiatori italiani
Nelle versioni in italiano delle opere in cui ha recitato, Rudy Pankow è stato doppiato da:
- Tito Marteddu in Outer Banks
- Emanuele Ruzza in Uncharted